# Явтухи
Явтухи (укр. Явтухи) — село в Деражнянском районе Хмельницкой области Украины.
Население по переписи 2001 года составляло 661 человек. Почтовый индекс — 32260. Телефонный код — 3856. Занимает площадь 3,16 км².

## История
В 1946 г. указом ПВС УССР село Йолтухи переименовано в Явтухи.

## Местный совет
32260, Хмельницкая обл., Деражнянский р-н, с. Явтухи, ул. Центральная, 35а